# さこみちよ
さこ みちよ（本名：三須通代 - みす みちよ、旧姓：左古 - さこ、1956年10月14日 - ）は日本の女性歌手・ラジオパーソナリティ。大阪府守口市出身。大阪信愛女学院高等部中退。夫は落語家の六代目立川ぜん馬。

## 来歴・人物
東京音楽院大阪校（スクールメイツ）などを経て、青森放送のラジオ番組オーディションに合格しデビューした。
TBSラジオでの大沢悠里とのコンビは『大沢悠里ののんびりワイド』、『大沢悠里のゆうゆうワイド』、2016年4月からの『大沢悠里のゆうゆうワイド土曜日版』と続く名物となり、特に同番組内の「お色気大賞」では大沢との掛け合いで長年にわたって聴取者に親しまれた。かつてはリスナー対象の国内・海外ツアーにも共に参加したほか、2人が出演するホテルのディナーショーも開催された。
ただし1978年以来続けている歌手活動は鳴かず飛ばずであり、「廃盤の女王」を自称、売れない事は大沢悠里はもちろん、毒蝮三太夫からもネタにされていてその度に余計なお世話だと返している。番組のパートナーの中で、同業の後輩佐田玲子からは、ネタとして一緒にされたら困る存在として冷たくあしらわれている。
大沢悠里との付き合いは、さこが21歳の時からと言い、ラジオでは大沢から「信頼されるが故の、厳しいお言葉」がネタ化し、やたらと「『♪お料理つくって　愛する人を…』って、よく売れない歌知ってますね。さこさんのお知り合いですか?」、キャンペーンで廻るPRでは「見るだけはタダですからね」、「さこさんキノコが好きなんですよ」と言われその都度「バカ言ってんじゃねえよ」「売れない、じゃなくて恵まれないって言って」「作曲家のくせによく知ってる」「松茸なんかいいですよ」と返しており、時に「ただ今一部お聞き苦しい点がありました事を、お詫び致します」と、自動音声で茶化される。
毒蝮三太夫からは「みちよ 選挙はいつも棄権じゃねえのか?」「お礼の手紙もらってさ…あ、あれ字か、絵じゃねえのか」と言われるが、毒蝮には歌舞伎観劇や食事をご馳走になるなど、良い関係を続けている。
特技は小唄、手芸、三味線。小唄に関しては千紫秀巳という名で、師範の腕前である。夫が落語立川流に在籍する関係で、自身も立川流の公演に出演し、小唄を披露している。
プライベートではコシノジュンコ団長の『神楽坂女声合唱団』に所属し、チャリティーコンサートなども行っている。
2012年、ラジオ聴取者の作詞による振り込め詐欺への注意を喚起する替え歌「振り込め詐欺だよおっかさん」が反響を呼ぶ。
2020年3月28日の放送をもって、大沢悠里のゆうゆうワイド土曜日版を卒業し、大沢悠里ののんびりワイドから約42年にも及んだ大沢悠里とのコンビに終止符を打った。
2024年12月8日、夫である立川ぜん馬がうっ血性心不全のため死去した。

## 主な曲目
さこがレギュラーの『ゆうゆうワイド』金曜日に新曲が時折流されるが、時間がなく途中で曲を打ち切る場合には、大沢が「曲の途中ですが関東地方の方には交通情報をお届けします」というNHKラジオで流されているコメントを冗談で言って終わらせることがある。
- 「帰っておいでよ」（デビュー曲、当時の名義は「左古みちよ」）→カップリング曲「今度の日曜日」1978年
- 「潮騒のメロディー」（現在の名義でのデビュー曲[11][6]。後に高田みづえがカバーしてヒット）→カップリング曲「悲しみの別れ道」1979年5月
- 「涙もよう」カップリング曲「恋歌なみだ酒」1982年2月
- 「東京さかり場ラブコール」カップリング曲「愚図同士」1983年7月
- 「浮気をやめない女」カップリング曲「未来に乾杯」1984年10月
- 「あなたひとりの女」カップリング曲「お電話下さい」1988年12月
- 「酒ワルツ／真夜中の恋歌」（一時期、ゆうゆうワイド内の交通情報のBGMにも使用）1992年12月
- 「夫婦のれん」＜作詞：吉岡治、作曲：大沢悠里、編曲：宮崎尚志＞カップリング曲「いっさんばらりこ」1995年4月21日
- 「空に星があるように」（大沢悠里とのデュエット、元々は荒木一郎の自作ヒット曲）1997年12月
- 「りばいばる大阪」＜作詞：水木れいじ、作曲：岡千秋、編曲：伊戸のりお＞カップリング曲「淡雪傘」1998年9月
- 「燕になりたい」＜作詞：井上ヨシマサ、曲：中国上海地方の民謡＞2001年6月19日
- 「丹波杜氏」＜作詞：三谷仁史、作曲：宮崎尚志、編曲：宮崎尚志・冨田一三＞2001年6月19日
- 「夏祭り」＜作詞：奥田一弘・冨田一三、作曲：冨田一三、編曲：冨田一三＞2001年6月19日
- 「食卓」＜作詞：松本一起、作曲：犬飼伸二、編曲：徳武弘文＞2004年5月16日
- 「日曜日のテーブル」＜作詞：佐野友紀、補作詞：松本一起、作曲：犬飼伸二、編曲：徳武弘文＞2004年5月16日
- 「千の風になって」＜作詞：不詳、作曲：新井満、編曲：古寺ななえ＞2007年5月11日
- 「私は歌う（DELTA DAWN）」＜作詞・作曲：A．Haver／C．Collins　編曲：冨田一三＞
- 「星物語」＜作詞・作曲：吉岡しげ美、編曲：古寺ななえ＞2010年9月10日
- 「あたたかい大地」＜作詞・作曲：井上ヨシマサ、編曲：冨田一三＞2010年9月10日
- 「昭和のラジオ」＜作詞：笹沼啓作、補作詞：榊原広子、作曲：榊原政敏、編曲：伊戸のりお＞2014年4月18日

## 出演番組
テレビ
- ルックルックこんにちは（日本テレビ）
- 3時にあいましょう（TBSテレビ）[6]）
- モーニングEYE（TBSテレビ）
- 街かどテレビ11:00（TBSテレビ）
- 水戸黄門第27部 第4話（1999年4月12日、TBSテレビ） - おとよ 役[6]
- 日曜劇場・新参者 第9話（2010年6月13日、TBSテレビ） - 清掃員B 役[6]
- クイズ!脳ベルSHOW
- 鬼平犯科帳（1975年、NETテレビ）
- さこみちよのいいんじゃない（東北放送テレビ）[6]

ラジオ
- アイウエオ歌謡曲（NHKラジオ[6]）
- 大沢悠里ののんびりワイド（TBSラジオ）
- 大沢悠里のがんばってますかー!昼はまるごと歌謡曲（TBSラジオ）
- 大沢悠里のゆうゆうワイド（TBSラジオ、1986年4月 - 2016年4月8日）[1] - 金曜日パートナー
- 大沢悠里のゆうゆうワイド土曜日版（TBSラジオ、2016年4月9日 - 2020年3月28日） - パートナー[12]
- みちよのミュージックレインボー（青森放送[6]）
- 邦楽のひととき （NHKFM、2021年7月19日）- 千紫秀巳名義。邦楽オーディション合格者としての放送。

## 映画
- アニメ映画「カッパの三平（1993年、にっかつ）

## CM
多くが『大沢悠里のゆうゆうワイド』内での放送
- マルサン「豆乳」 - CMソング[6]
- 金鳥「ドント」 - CMソング[6]
- すかいらーく - CMソング[6]
- ミツカン「味ぽん」 - CMソング[6]
- とりせん [13]
- 新日本建物 - 歌
- 清芳亭の湯の花まんじゅう
- 伊香保温泉朝風呂一番
  - もともとは5分番組だったものをTBSラジオで6時29分から1分間の「番組」形態のCMに移行。大沢悠里と共演
- フタバ食品　アイスキャンディ・アルバイト（1984年放送）
  - 唯一のテレビCM出演